# Есперантські періодичні видання
|  | Службовий список статей, створений для координації робіт з розвитку теми. Це попередження не встановлюється на інформаційні списки і глосарії. |

Періодичні видання мовою есперанто

## B
- Boletin

## E
- El Popola Ĉinio

## J
- Juna amiko

## K
- Kataluna Esperantisto
- Kontakto

## L
- La Espero (видання)
- La Ondo de Esperanto

## M
- Monato

## U
- Ukraina Stelo